# Лимбанг (область)
Лимбанг (малайск. Limbang) — одна из областей в составе малайзийского штата Саравак на острове Калимантан.

## География
Область расположена в восточной части штата, и занимает 7 788,5 км². Она граничит со штатом Сабах, а также разделяет на две части государство Бруней.

## Население
В 2000 году в области Лимбанг проживало 81 152 человек. Большинство жителей области Лимбанг — малайцы, кедаян, ибаны.

## Административное деление
Область Лимбанг делится на два округа:
- Лимбанг
- Лавас

## Транспорт
Из-за своего географического положения Лимбанг отрезан от дорожной сети Саравака, и его связь с внешним миром осуществляется через Бруней.